# اتحاد بنغلادش لكرة القدم
تأسس اتحاد بنغلاديش لكرة القدم (بالبنغالية: বাংলাদেশ ফুটবল ফেডারেশন)‏ في عام 1972 وانضم إلى الاتحاد الدولي لكرة القدم في 1974 ثم انضم إلى الاتحاد الآسيوي لكرة القدم في 1974.